# Ecgric af East Anglia
Ecgric (død ca. 630) var en angelsaksisk konge over East Anglia, der omfattede de moderne engelske counties Norfolk og Suffolk. Han var en del af Wuffingas-dynastiet, men hans forhold til de andre kendte medlemmer af dynastiet er usikker. Det er muligt, at  Anna af East Anglia var hans bror eller fætter. Det er også blevet foreslået, at Ecgric er den samme person som Æthelric, der giftede sig med den northumbrianske prinsesse Hereswith og som var far til Ealdwulf af East Anglia. Primærkilden til den smule der vides om Ecgrics liv er Historia ecclesiastica gentis Anglorum, som blev skrevet af den engelske benedektinermunk Beda omkring år 731.
I årene efter Rædwalds regeringstid og mordet på Rædwalds søn og efterfølger Eorpwald i omkring 627 mistede East Anglia sin dominerende position overfor de andre angelsaksiske kongeriger. Tre år efter mordet på Eorpwald, der var udført af en hedning, vendte Ecgrics slægtning Sigeberht tilbage fra eksil, og de regerede East Anglia sammen. Muligvis herskede Ecgric over den nordlige del af kongeriget. Sigeberht formåede at få genindført kristendommen i kongeriget, men Ecgric fortsatte muligvis som hedning, da Beda kun hylder Sigeberht for sin bedrift, men ikke nævner Ecgric i den forbindelse. Ecgric herskede alene efter Sigeberht havde forladt tronen for at leve på et klosoter ved Beodricesworth omkring 634. Det er også blevet foreslået, at han var underkonge som først blev rigtigt konge efter Sigeberht abdicerede. Både Ecgric og Sigeberht blev dræbt i et slag omkring år 636 på et ukendt sted, hvor East Anglias tropper blev tvunget til at forsvare mod et angreb fra Mercia under kong Penda. Ecgric, hvis grav kan have været skibsbegravelse i den første høj ved Sutton Hoo, blev efterfulgt af Anna.